# Ernst Busch (militare)
Ernst Bernhard Wilhelm Busch (Essen, 6 luglio 1885 – Aldershot, 17 luglio 1945) è stato un generale tedesco.

## Biografia
Busch nacque a Essen, in Germania; suo padre era un colonnello dell'esercito tedesco, poi deputato per il Partito Conservatore al Reichstag. Busch fu istruito all'accademia militare di Groß Lichterfelde, dalla quale uscì sottotenente di cavalleria; entrò nell'esercito tedesco nel 1904 e partecipò alla prima guerra mondiale combattendo sul fronte orientale, prima in servizio attivo poi venne assegnato allo stato maggiore del generale Friedrich von Bock und Polach.
Dopo la guerra Busch fu ufficiale nella Baltisches Landswehr gestita dal generale von der Goltz e fu compagno di Georg Baron Manteuffel-Szoege e Sigismind von Radecki, e poi ufficiale nell'esercito controrivoluzionario del generale Maercker e partecipò alla repressione dei moti spartachisti; nel 1908 era stato promosso tenente, nel 1916 capitano e nel 1928 maggiore. Nel 1925 passò in fanteria dove gli venne assegnato l'incarico di ispettore dei trasporti di truppe e cinque anni dopo fu nominato tenente colonnello del 9º Reggimento Fanteria.
All'inizio della seconda guerra mondiale prese parte all'invasione della Polonia al comando di un corpo d'armata inquadrato nella 14. Armee del generale Wilhelm List, mentre nel 1940 durante la campagna di Francia assunse il comando della 16. Armee che svolse un ruolo importante nella schiacciante vittoria tedesca. Dopo il successo del Terzo Reich in Occidente venne insignito della Croce di Cavaliere della Croce di ferro.
Busch mantenne il comando della 16. Armee anche all'inizio dell'operazione Barbarossa e guidò le sue truppe, dipendenti dal Gruppo d'armate Nord del feldmaresciallo Wilhelm Ritter von Leeb, all'avanzata verso Leningrado. Le truppe di Busch marciarono con successo fino all'altopiano del Valdaj a sud del lago Ilmen dove però dovettero arrestarsi all'inizio dell'inverno del 1941 a causa della crescente resistenza dell'Armata Rossa, dell'esaurimento delle risorse e dei rigori del rigido clima russo. La controffensiva sovietica del gennaio 1942 mise in grande difficoltà Busch: la 16. Armee rischiò di essere travolta e una parte delle forze, sei divisioni del II corpo d'armata, venne accerchiata nella sacca di Demjansk. Da febbraio 1942 al marzo 1943 Busch diresse la sua armata in aspri combattimenti per evitare uno sfondamento e cercare di riaprire i collegamenti con le truppe accerchiate a Demjansk che organizzarono una tenace resistenza e respinsero tutti i tentativi sovietici di schiacciare la sacca. Nel maggio 1942 i tedeschi riaprirono precarie vie di comunicazione con Demjansk ma fu solo nel febbraio 1943 che iniziò l'"operazione Ziethen", l'evacuazione della sacca di Demjansk attraverso il cosiddetto "corridoio di Ramuševo"; la ritirata si concluse con successo e le truppe si ricongiunsero con il grosso dell'armata di Busch. Per la tenacia e la determinazione dimostrata durante la lunga battaglia difensiva, Busch fin dal 31 gennaio 1943 era stato promosso feldmaresciallo, nello stesso giorno in cui Adolf Hitler aveva nominato allo stesso grado supremo anche i generali Friedrich Paulus, Ludwig Ewald von Kleist e Maximilian von Weichs.
Comandò il Gruppo d'armate Centro sul fronte orientale ma, dopo la disastrosa sconfitta subita durante l'operazione Bagration sferrata dall'Armata Rossa a partire dal 22 giugno 1944, fu sostituito dal feldmaresciallo Walter Model. Busch, contrastato dall'avanzata dei britannici di Montgomery si arrese al gruppo d'armata britannico del Nordovest il 3 marzo 1945 e fu carcerato nel campo di prigionia di Aldershot, in Inghilterra. Morì a causa di un colpo apoplettico il 17 luglio dello stesso anno, ed è sepolto nel cimitero di guerra tedesco di Cannock Chase, nello Staffordshire.